# Rauchwart
Rauchwart (węg. Rábort, burg.-chorw. Mala Borta) – gmina w Austrii, w kraju związkowym Burgenland, w powiecie Güssing. Według Austriackiego Urzędu Statystycznego liczyła 456 mieszkańców (1 stycznia 2014).